# ستيف كوك (لاعب البولنغ)
ستيف كوك (بالإنجليزية: Steve Cook)‏ هو لاعب البولنغ ‏ أمريكي، ولد في 13 يناير 1957.